# Three Stars

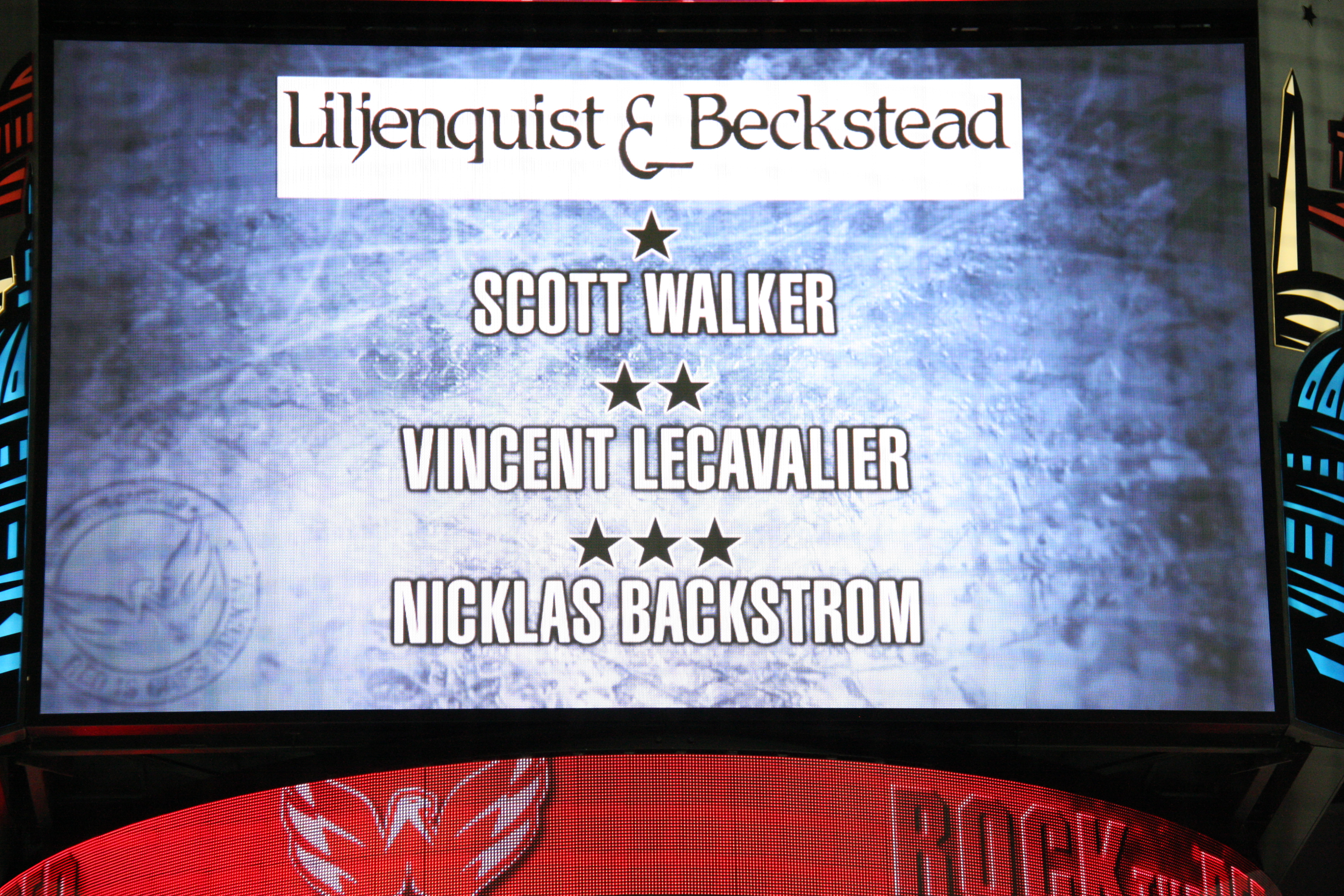
Three-Stars-Auszeichnungen bei einem Spiel der Washington Capitals (2010)

Die Three Stars sind Auszeichnungen, die im nordamerikanischen Eishockey nach jedem Spiel an die drei besten Spieler der Partie vergeben werden. Dabei entspricht der First Star dem besten Spieler des Spiels, der in anderen Sportarten als Man of the Match ausgezeichnet wird. Die Three Stars werden in der Regel per Abstimmung von lokalen Medien oder direkt von den Zuschauern im Stadion vergeben. Häufig werden dabei die punktbesten Spieler oder herausragende Torhüter, etwa bei Shutouts, ausgezeichnet.

## Geschichte
Die Auszeichnungen wurden in der National Hockey League (NHL) erstmals in der Saison 1936/37 vergeben. Das kanadische Mineralölunternehmen Imperial Oil sponserte zu dieser Zeit die Radiosendung Hockey Night in Canada und führte die Auszeichnungen zunächst als Werbung für seine Kraftstoffmarke Three Stars ein. Gleichzeitig sah die NHL in der Auszeichnung die Möglichkeit, die Leistungen ihrer besten Spieler anzuerkennen. Die Auszeichnungen wurden dabei zunächst nur im Anschluss an Spiele vergeben, die im Rahmen der Hockey Night in Canada übertragen wurden. Als Imperial Oil 1976 die Zusammenarbeit als Sponsor beendete, wurden die Auszeichnungen dennoch weiterhin vergeben, da sie sich inzwischen zu einer Tradition entwickelt hatten.
Heute werden die Three Stars in allen professionellen Eishockeyligen Nordamerikas im Anschluss an jedes Spiel vergeben. Die NHL zeichnet auf ihrer Website im Anschluss an jedem Spieltag ebenfalls die drei besten Spieler als Three Stars aus. Aus den Ergebnissen dieser Auszeichnungen ergibt sich eine ligaweite Rangliste, wobei die Wahl zum First Star mit 30 Punkten, zum Second Star mit 20 Punkten und zum Third Star mit zehn Punkten bewertet wird. Anhand der Punktzahlen aus den Three Stars nach den Spielen wird zudem von allen kanadischen Mannschaften der Molson Cup an den Spieler mit den meisten Punkten dieser Wertung vergeben. Seit der Saison 2007/08 hat die NHL zudem die Wahl zum offensiven und defensiven Spieler der Woche durch die Three Stars of the Week ersetzt. Auch bei der Wahl zum NHL-Spieler des Monats werden die drei bestplatzierten Spieler als Three Stars ausgezeichnet.
Im europäischen Eishockey, außer der Deutschen Eishockey Liga, sowie bei internationalen Turnieren wie der Eishockey-Weltmeisterschaft, die unter Leitung der Internationalen Eishockey-Föderation stehen, werden keine Three Stars vergeben. Stattdessen wird der beste Spieler jeder Mannschaft ausgezeichnet.

## BesondereThree Stars
Da die Three Stars keine „offizielle“ Statistik der NHL darstellen, werden die Auszeichnungen gelegentlich variiert. Erstmals wurde am 23. März 1944 Maurice Richard von den Canadiens de Montréal als First, Second und Third Star des Spiels ausgezeichnet, als er in den NHL-Playoffs 1944 im Halbfinalspiel gegen die Toronto Maple Leafs alle fünf Tore der Canadiens erzielte. Seitdem wurden die Auszeichnungen bei besonderen Leistungen mehrfach an nur einen Spieler vergeben, unter anderem an:
- Wayne Gretzky bei seinem letzten NHL-Spiel in Kanada am 15. April 1999 und seinem letzten Heimspiel für die New York Rangers am folgenden Tag.[6]
- Mats Sundin, der am 11. Oktober 2007 gleichzeitig neue Mannschaftsrekorde der Toronto Maple Leafs für Tore (390) und Scorerpunkte (917) aufstellte.[7]
- Sam Gagner, der am 2. Februar 2012 beim 8:4-Sieg der Edmonton Oilers mit vier Toren und vier Assists an allen Toren seiner Mannschaft beteiligt war.[8]
- Teemu Selänne bei seinem letzten NHL-Spiel in der regulären Saison am 13. April 2014.[9]

Außerdem wurden die Auszeichnungen mehrfach nicht an Spieler vergeben. So vergaben die Winnipeg Jets am 12. April 1996 bei ihrem letzten Heimspiel in der regulären Saison den First Star an ihre Fans. Zur folgenden Saison zog das Franchise nach Phoenix im US-Bundesstaat Arizona um.